# Jacob Lambrichts
Jacob Lambrichts (Urmond, 22 november 1873 - Heerlen, 31 juli 1951) was een Belgisch leraar, activist en lid van de Raad van Vlaanderen.

## Levensloop
Oorspronkelijk in Nederland geboren Duitser, werd hij kloosterling, maar toen hij het klooster verliet, kwam hij naar België en liet zich naturaliseren. Hij werd leraar aan het koninklijk atheneum in Elsene.
Nog voor de Eerste Wereldoorlog sloot hij zich aan bij de flamingantische minderheid binnen de Katholieke Vlaamsche Landsbond. Vanaf het begin van de oorlog werd hij een van de voormannen van het Brusselse activisme en was voorzitter van de Vereeniging van Vrienden der Vlaamsche Zaak. Toen in februari 1917 de Raad van Vlaanderen werd opgericht, behoorde hij tot het bestuur ervan. Hij stichtte in mei 1917 de katholieke kring Vrij Vlaanderen op, die een radicaal programma voorstond, nauw aansluitend bij dat van Jong-Vlaanderen.
Zoals alle leden van de Raad van Vlaanderen werd hij na november 1918 vervolgd. Hij werd bij verstek ter dood veroordeeld maar was ondertussen naar Nederland gevlucht, waar hij aan een nieuw leven begon.